# Раул Торо Хулио
Раул Торо Хулио (шп. Raúl Toro Julio; Копијапо, 21. фебруар 1911 — Сантијаго де Чиле, 30. октобар 1982) био је чилеански фудбалски нападач који је играо за Чиле. на Копа Америка 1937, Копа Америка 1939 и Копа Америка 1941.

## Интернационална каријера
Торо је играо на месту нападача у чилеанској репрезентацији, постигао је дванаест голова у тринаест мечева, укључујући три првенства на Копа Америка и био је голгетер Копа Америка 1937. године. Када је 1941. године отишао у играчку пензију био је најбољи голгетер чилеанске репрезентацоје. Пре њега је то био Гиљермо Субијабре са десет постигнутих голова за репрезентацију.